# 沈嗣良
沈嗣良（1896年—1967年），男，浙江省宁波市人，中國教育家、体育活动家。抗日战争时期曾担任圣约翰大学校长。

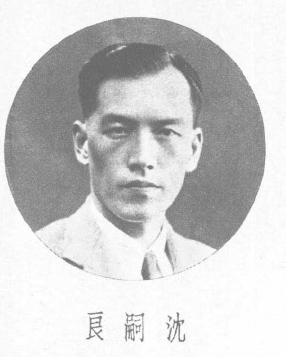

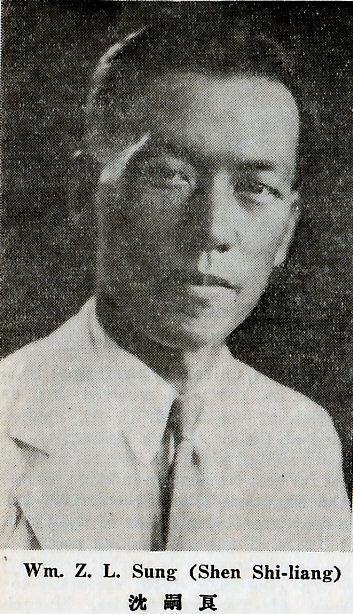
《中国名人录》第四版(1931年)

## 生平
1919年，毕业于上海圣约翰大学。毕业后赴美国留学，获得美国哥伦比亚大学教育管理学的硕士学位。
1923年，学成归国，旋即出任上海圣约翰大学教务长，并兼任圣约翰大学体育部主任。1924年，出任中华全国体育协进会名誉主任干事。后来担任中华全国体育协进会总干事。
1925年，率领中国体育代表团赴菲律宾参加第7届远东运动会。协同王正廷、张伯苓等人士，一同筹办第8届远东运动会，促成在中国上海举行。
曾率当时的中国短跑名将刘长春参加第10届国际奥林匹克运动会。1936年，与王正廷一同率领中国体育代表团参加了在当时德国首都柏林举行的第11届国际奥林匹克运动会。
抗日战争期间，沈嗣良临危受命，出任圣约翰大学校长。抗日战争胜利以后，一度因被控通敵罪被关押在提篮桥监狱“忠”字监舍。他在狱中组织读经会，发展了一批信徒。他们获释后，成立了“忠主集”，即后来乍浦路忠主堂的前身。1947年被圣公会送到美国学习神学，此后移居美国，并于1967年逝世于美国。

## 著作
- 《中华全国体协进会史略》
- 《中国的国际体育》
- 《两届奥林匹克运动会的报告》
- 《远东运动会的报告》